# Phil Katz
Pour les articles homonymes, voir Katz.
Phillip Walter Katz, plus connu sous le nom de Phil Katz (né le 3 novembre 1962, mort le 14 avril 2000) était un programmeur américain, inventeur de l'algorithme deflate et auteur du célèbre logiciel de compression PKZip.

## Débuts
Phil Katz obtint sa licence en sciences informatiques à l'université du Wisconsin à Milwaukee.
Sa première incursion dans le monde de la compression démarra au milieu des années 1980, grâce à la création d'une version plus rapide du célèbre programme ARC, qu'il appela PKArc. La vitesse de PKArc le rendit vite populaire, au grand dam des auteurs de ARC, System Enhancement Associates. Ces derniers poursuivirent Katz en justice et il fut contraint de changer son programme. Il sortit vite un nouveau programme appelé PKPak, qui était en tout point semblable à PKArc excepté l'extension qui était ".pak".

## PKZip
Katz remplaça rapidement PKPak par le nouveau et complètement réécrit PKZip, distribué comme shareware, qui compressait à la fois plus vite et mieux qu'ARC. Katz laissa cependant le format zip libre de droits. Il devint donc le standard pour la compression de données sur de nombreuses plateformes. Pensant que Windows ne serait qu'un effet de mode, il délaissa sa version de PKZip pour Windows, laissant ainsi le champ libre à Nicosoft, les auteurs de WinZip.
PKZip fit de Katz l'un des plus grands auteurs de shareware de tous les temps. Bien que sa compagnie PKWare (Phillip Katz Software) devint multimillionnaire, Katz confia sa gestion à des personnes de confiance et il continua d'écrire les logiciels lui-même.

## Mort
Katz se battit contre l'alcool pendant des années. Ses amis tentèrent de l'aider, mais il finit par les rejeter. Il fut arrêté de nombreuses fois pour conduite en état d'ivresse et pendant la fin de sa vie, il passait plus de temps dans des motels miteux et dans des clubs de striptease que dans sa propre maison.
On retrouva Katz mort dans une chambre d'hôtel avec une bouteille de schnaps à la menthe dans sa main le 14 avril 2000, à l'âge de 37 ans. Le rapport du médecin légiste statua qu'il était mort de pancréatite aiguë, à la suite de son alcoolisme.